# Tanacetum pulchrum
Tanacetum pulchrum — вид рослин з роду пижмо (Tanacetum) й родини айстрових (Asteraceae); поширений у Центральній і Північній Азії.

## Опис
Багаторічна трава заввишки 15–35 см, кореневищна. Стебла поодинокі або скупчені, нерозгалужені, ворсисті. Прикореневі листки на ніжках до 4 см і мають пластини лінійні або лінійно-довгасті, 2–10 × 1–2 см, 2-перисті, обидві поверхні зелені, голі або дещо ворсисті; первинні бічні частки 6–12-парні; кінцеві частки лінійні або лінійно-ланцетні. Стеблові листки схожі, поступово дрібніші, сидячі. Квіткові голови поодинокі, кінцеві. Язичкові квітки білі, верхівка ціла. Сім'янки 2.5–3 мм. Період цвітіння й плодоношення: серпень.

## Середовище проживання
Поширений у Центральній і Північній Азії: Казахстан, Монголія, західний Сибір (Росія), Сіньцзян (Китай). Населяє луки, скелясті схили.